# Bildwirkerei
Der von der Wissenschaft wiederaufgenommene mittelalterliche Ausdruck Bildwirkerei bezeichnet sowohl die Technik des Einwirkens von Bildern und Motiven in ein textiles Flächengebilde als auch das Erzeugnis dieser Technik, die Tapisserie. Die Bildwirkerei ist nicht zu verwechseln mit der Teppichwirkerei oder dem maschinell hergestellten Gewirk.

## Wortschatz

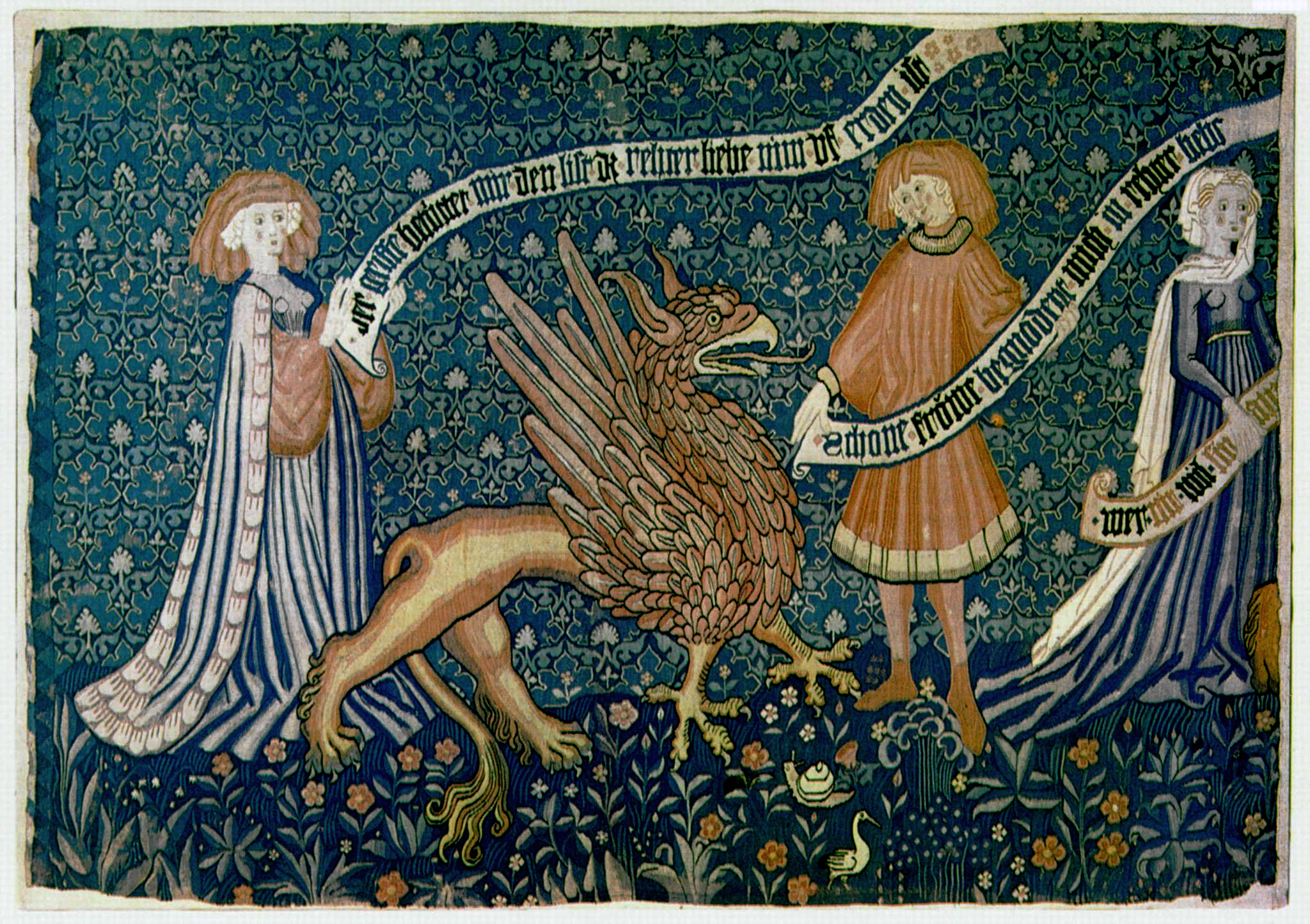
Fragment eines Schweizer Bildteppichs, 2. Viertel 15. Jh.

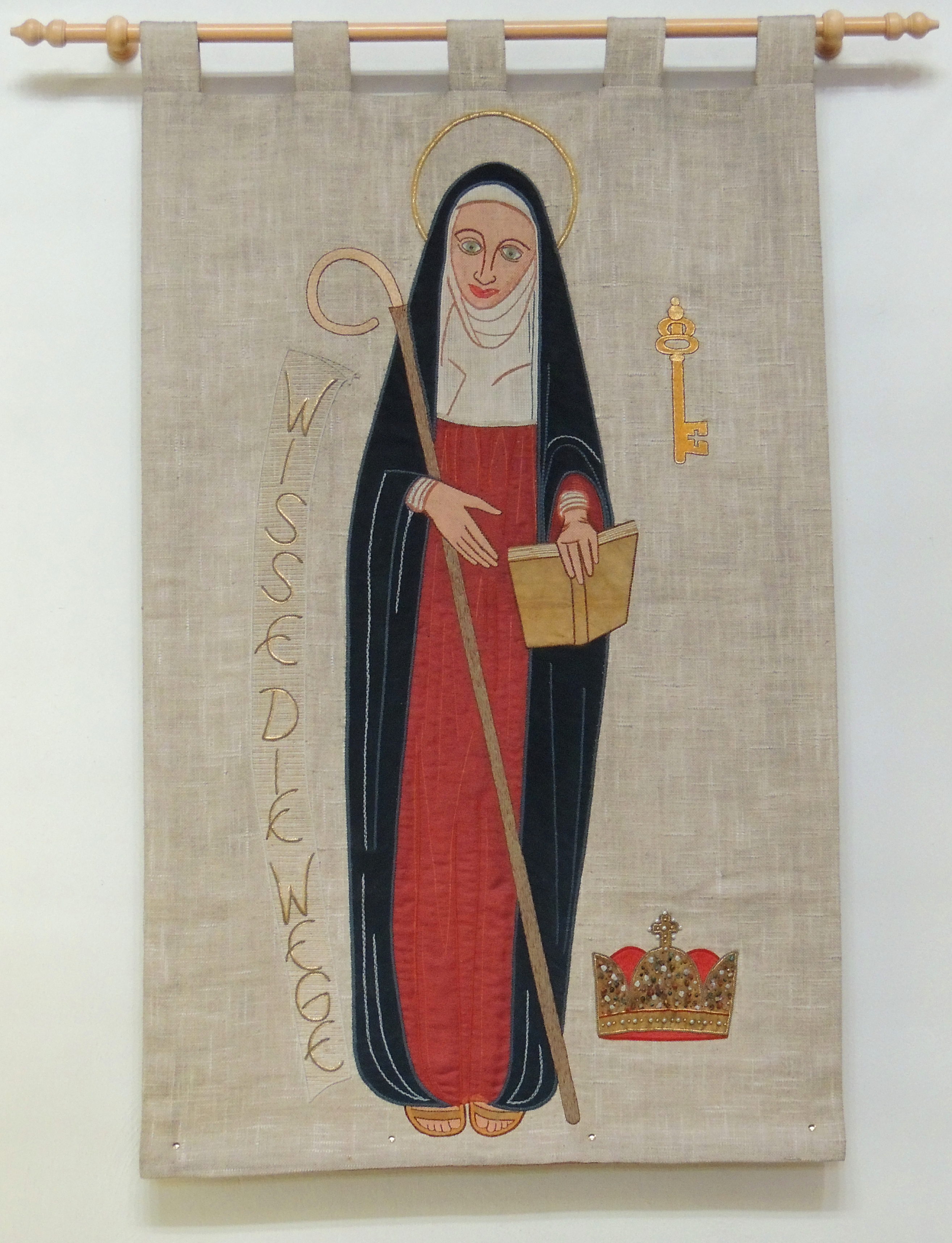
Wandbehang mit der Darstellung der Hildegard von Bingen aus der 2012 profanierten Filialkirche St. Hildegard von Herz-Jesu in Fechenheim, heute in der Heilig-Geist-Kirche in Frankfurt-Riederwald

Die Technik der Bildwirkerei ist der Weberei verwandt, aber nicht mit ihr identisch, obgleich sie wie die Weberei einen Handwebstuhl oder eine Webmaschine erfordert. Bei der Wirkerei werden die farbigen Schussfäden nur bis zum Rand der im Karton vorgegebenen Farbfläche hin- und zurückgewirkt, während sie bei der Weberei durch die gesamte Webebreite, von einer Kante zur anderen eingeschossen werden. Die Herstellung eines gewirkten Bildes ist nicht maschinell möglich, d. h., eine Bildwirkerei wird immer manuell gefertigt.
Für das Erzeugnis sind auch die Bezeichnungen Bildteppich oder Wandteppich üblich. Vornehmlich die klassischen Werke nennt man seit dem 19. Jahrhundert Tapisserie, ein aus dem Französischen übernommenes Synonym. Als Gobelins sind ausschließlich in der heute in Paris angesiedelten Gobelinmanufaktur hergestellte Tapisserien zu bezeichnen. Um Imitationen handelt es sich bei der Gobelinmalerei, wobei die Motive auf ein Gewebe aufgemalt werden, und der Gobelinstickerei, eigentlich eine Petit-Point-Stickerei.
Bildwirkereien werden als Einzelwerke, als Bildfolgen und als Behänge hergestellt. Eine Bildfolge (frz. série) besteht aus mehreren, thematisch zusammengehörenden Motiven. Der Behang (frz. ensemble) ist eine Garnitur, die der homogenen Raumausstattung einer Galerie, eines Gemaches oder einer Zimmerflucht dient. Sie setzt sich aus Einzelwerken zusammen, in denen jeweils gleiche Farbgebung und gleiches Sujet in abgewandelter Form aufgegriffen werden. Zu einem solchen Behang gehören außer mehreren großen Wandbehängen auch kleinere, in Farbgebung und Thema ebenfalls angepasste Werke wie Türbehänge und Möbelbezüge für Sitzmöbel, Sitzkissen, Kaminschirme und dergleichen.

## Funktion
Die kunstvollen Wirkereien hatten neben der schmückenden auch verschiedene praktische Aufgaben zu erfüllen. Zum einen eine Wärmedämmung, wodurch auch das Raumklima positiv beeinflusst wurde. Weiter halfen sie die Akustikprobleme in großen, hohen Räumen zu lösen. Betrachtet man nur diese praktischen Funktionen von Bildwirkereien, wird man der Gattung allerdings nicht gerecht. Daneben haben viele Bildwirkereien und Bildwirkereifolgen große didaktische Funktionen. So sind z. B. die mittelalterlichen Bildwirkereien vom Oberrhein, die Wildleute und/oder Fabeltiere zeigen, Aufforderungen ein Leben nach höfischen Gesetzen zu leben. Die wilden Gestalten spiegeln das höfisch-ritterliche Ideal wider, dem der Betrachter nacheifern soll. Auch die zahlreichen Liebesallegorien derselben Provenienz zeugen davon.

## Technik

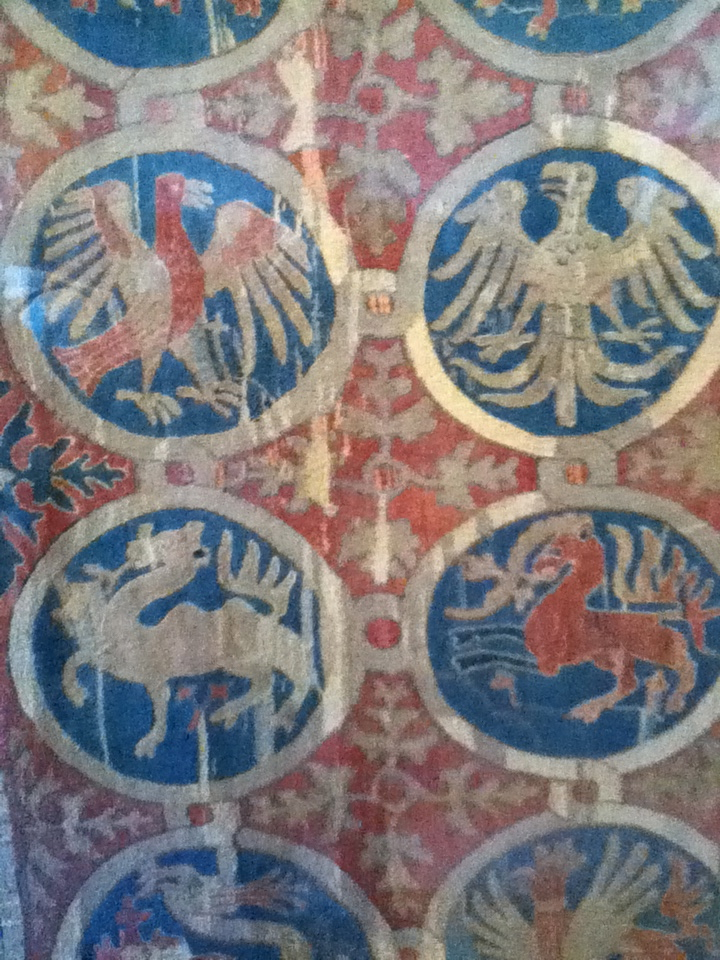
Wandteppich in der Wartburg aus dem 14. Jhd. – Niederdeutsch

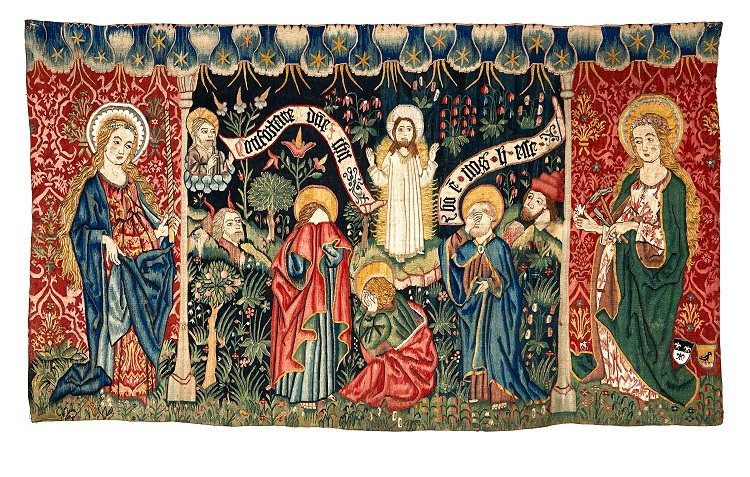
Antependium mit Darstellung der Verklärung Christi, Ende 15. Jahrhundert

Eine echte handgewirkte Tapisserie entsteht auf einem senkrechten Hochwebstuhl (Hautelisse-Stuhl) oder auf einem waagerechten Flachwebstuhl (Basselisse-Stuhl). Verarbeitet werden Leinen und Baumwolle für die hochstrapazierten Kettfäden, Wolle, Seide, gelegentlich Leinen und, wenn es sich um sehr kostbare Werke handelt, Silber und Goldfäden für den Schuss. Gewirkt wird auf der Rückseite des entstehenden Werkes.
Grundlage für das Motiv ist ein farbiger Entwurf oder auch ein Gemälde. Als Verbindungsglied zwischen dem Entwurf und dem Gewebe dient ein Karton, auf dem die vorgegebenen Konturen, die Grenzen der verschiedenen Farbflächen und die Farbgebung festgelegt worden sind. Dieser Karton wird als Webvorlage entweder im Rücken des Wirkers aufgestellt (Hochwebstuhl) oder unter den Kettfäden befestigt (Flachwebstuhl). Dies bedeutet, dass der Karton für einen Flachwebstuhl spiegelverkehrt gezeichnet werden muss oder, um Übertragungsfehler zu vermeiden, mit Hilfe durchsichtiger Pausen, den calques, als gespiegelte Umrisszeichnung übertragen wird. Die Übertragung der Konturen vom Karton auf die Kettfäden ist möglich. In beiden Fällen wird mit Spiegeln gearbeitet, und zwar am Hochwebstuhl mit einem großen Spiegel, um den Karton im Auge zu behalten, am Flachwebstuhl mit einem kleinen Handspiegel, um die Qualität der Vorderseite zu kontrollieren. Also wird der Karton des Hochwebstuhls, den der auf der Rückseite der Tapisserie arbeitende Wirker in einem Spiegel betrachtet, nicht spiegelverkehrt gezeichnet.
Die Einarbeitung der Bilder wird Einwirken oder Durchwirken genannt. Bei Handarbeit wird das Schussgarn auf eine hölzerne sogenannte Fliete aufgewickelt, die einem vorne spitz zulaufenden Klöppel gleicht. Mit dem angespitzten Ende der Spitze der Fliete wird der Faden im Gewebe angedrückt.

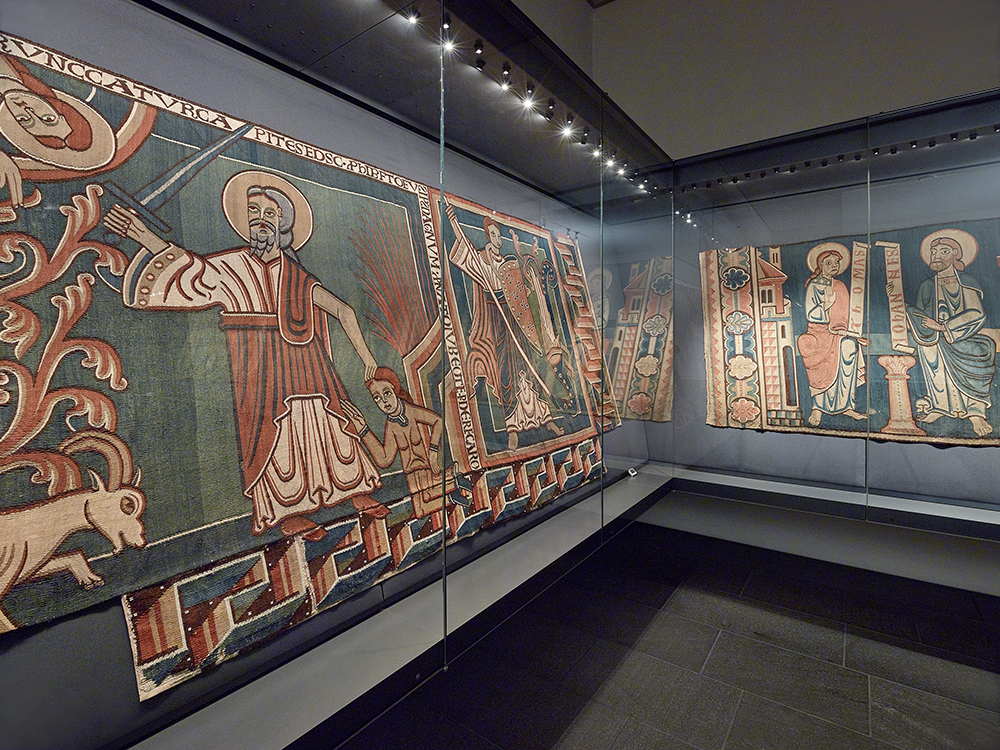
Abraham-Engel-Teppich, um 1150, und Christus-Apostel-Teppich, um 1170, Domschatz Halberstadt

Das Wirken einer Tapisserie ist sehr zeitaufwändig. Es können vier bis acht Arbeitswochen pro Quadratmeter erforderlich sein.

## Geschichte

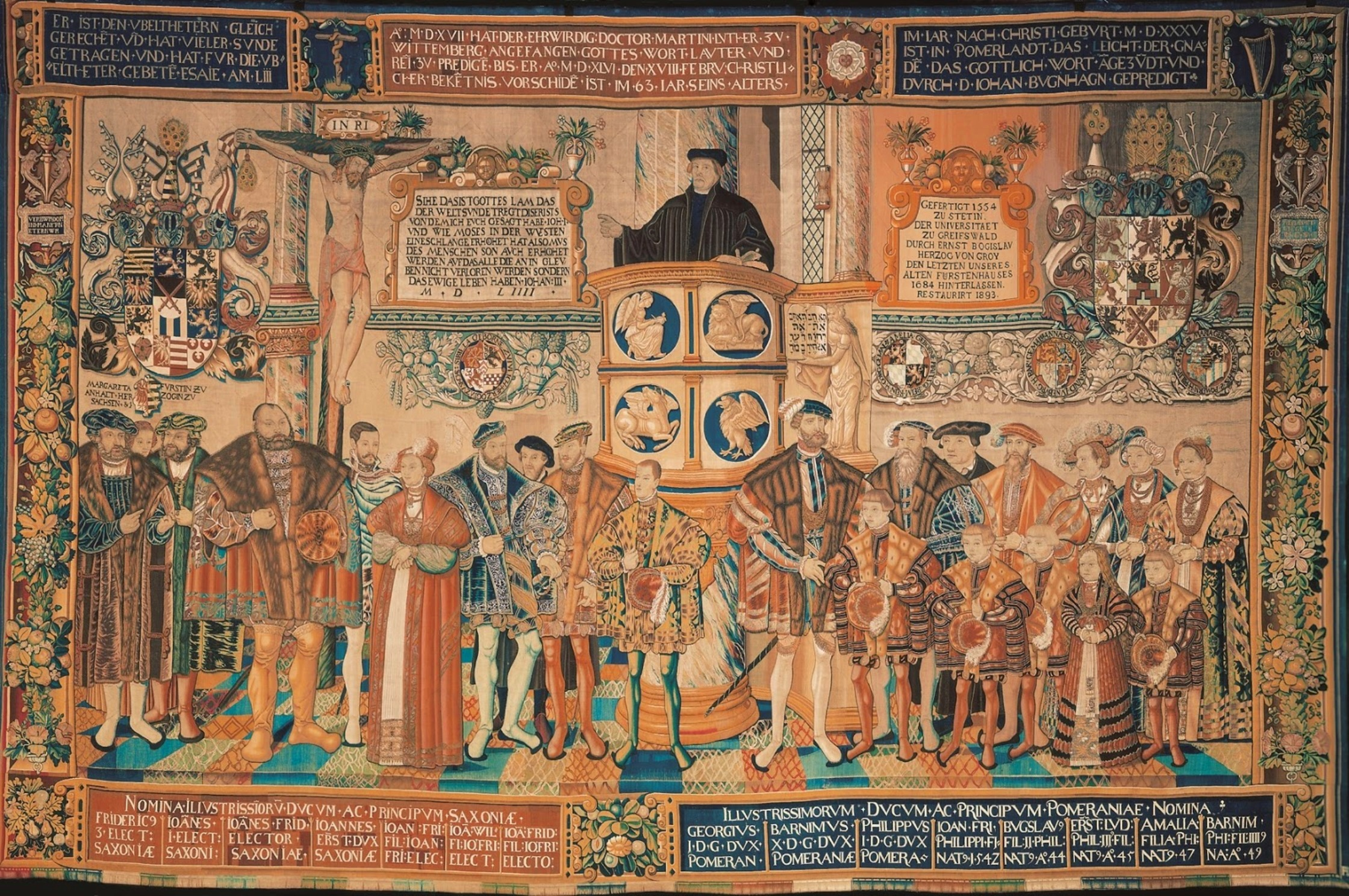
Croy-Teppich von 1554/1556, im Besitz der Ernst-Moritz-Arndt-Universität Greifswald

Die Wirkerei gehört neben der Weberei und der Töpferei zu den ältesten Handwerkskünsten der Menschheit. Sie wurde schon vor Jahrtausenden ausgeübt. Ihre Blütezeit erlebte die Bildwirkerei im Mittelalter und in der Renaissance, zum Beispiel in den Millefleurs-Wandteppichen.
Die ältesten erhaltenen Fragmente von Bildwirkereien sind Grabbeilagen, die sich dank des trockenen Wüstenklimas in Ägypten über Jahrtausende erhalten haben. Aus dem griechischen Altertum sind Vasen mit Darstellungen von Webstühlen bekannt, aus spätantiker und frühchristlicher Zeit Wollwirkereien aus Kleinasien und Ägypten. Eine frühe koptische Wollwirkerei aus dem 4. Jahrhundert ist im Kunsthistorischen Museum in Wien zu sehen.
Zu den ältesten westeuropäischen Spuren der Bildwirkerei gehören die mittelalterlichen Werke aus dem 12. und 13. Jahrhundert, die im Domschatz Halberstadt aufbewahrt werden (Abraham-Engel-Teppich um 1150, der älteste gewirkte Bildteppich Europas) und große, gegen Ende des 13. Jahrhunderts in Frankreich entstandene Zyklen wie die Apokalypse, die in Angers zu bewundern ist.

## Tapisserien (Auswahl)
- Apokalypse (Wandteppich) in Angers
- Croÿ-Teppich
- Estherteppich im Pommerschen Landesmuseum
- Hestia-Teppich in der Dumbarton Oaks Collection
- Los Honores
- Spieleteppich
- Verdüre
- mittelalterliche Bildteppiche aus dem Kloster St. Clara im Franziskanermuseum Villingen-Schwenningen
- Die Dame mit dem Einhorn im Musée national du Moyen Âge
- Abraham-Engel-Teppich, um 1150, Domschatz Halberstadt
- Christus-Apostel-Teppich, um 1170, Domschatz Halberstadt
- Karlsteppich, um 1245–1250, Domschatz Halberstadt
- Marienteppiche, um 1500–1510, Domschatz Halberstadt
- gotische Bildteppiche im Kloster Wienhausen
- Die Jagd des Einhorns in The Cloisters
- Wildfrau mit Einhorn im Historischen Museum Basel
- Flachsland-Teppich im Historisches Museum Basel|Historischen Museum Basel
- Tunisfeldzug im Palacio Real in Madrid
- Les Chasses de Maximilien im Musée du Louvre
- Histoire du Roy im Schloss Versailles
- Artemisia-Gobelins in der Hildesheimer Domkirche
- Friedenstaube, 1968,  Friedenskirche Detmold-Remmighausen von Anemone Schneck-Steidl

Der Teppich von Bayeux (2. Hälfte des 11. Jhs.) wird auch in der französischen Sprache irrtümlich als „Tapisserie“ bezeichnet. Es handelt sich jedoch tatsächlich um eine Stickerei.

## Produktionsstätten
Unter den Produktionsorten sticht Aubusson (Frankreich) hervor. Seine Bedeutung wurde 2009 gewürdigt, als der Titel „Wandteppiche aus Aubusson“ in die UNESCO-Liste des immateriellen Kulturerbes der Menschheit aufgenommen wurde.
Weitere Produktionsstätten sind:
- Arras
- Basel
- Beauvais
- Braunsdorf
- Brügge
- Brüssel
- Chichester (West Dean College)
- Enghien (Edingen)
- Felletin
- Gent
- Geraardsbergen (Grammont)
- Halle (Saale)
- Madrid
- Nürnberg
- Oudenaarde (Audenarde)
- Paris
- Straßburg
- Tournai (Doornik)

## Bedeutende Kunsthandwerker, Künstler und Persönlichkeiten
Aufgeführt werden
− Bildwirker,
− Künstler, die Entwürfe für Bildwirkereien geliefert haben,
− weitere Persönlichkeiten, die sich um die Bildwirkerei verdient gemacht haben,
nach den Ländern, in denen sie schöpferisch tätig waren, und in der chronologischen Reihenfolge der Geburtsjahre geordnet.

### Deutschland
- Max Wislicenus (1861–1957), Künstler, Lehrer und Professor der Königlichen Kunst- und Gewerbeschule (Akademie ab 1911) zu Breslau, in der er 1904 eine Werkstatt für Bildwirkerei einrichtete, Mitbegründer der Werkstätten für Bildwirkerei Schloss Pillnitz (1919) bei Dresden
- Carlotta Brinckmann (1876–1965), deutsche Bildwirkerin und Textilrestauratorin, erste Werke 1901
- Wanda Bibrowicz (1878–1954), polnische Bildwirkerin und Leiterin der Textilabteilung der Königlichen Kunst- und Gewerbeschule (Akademie ab 1911) zu Breslau, Gründerin der Schlesischen Werkstätte für Kunstweberei in Oberschreiberhau/Schlesien (1911), Mitbegründerin der Werkstätten für Bildwirkerei Schloss Pillnitz bei Dresden (1919)
- Paul Thiersch (1879–1928), Kunstgewerbelehrer und Leiter der Handwerker- und Kunstgewerbeschule (heute Burg Giebichenstein Kunsthochschule Halle) in Halle (Saale), ließ ab etwa 1915 Tapisserien in der Schulwerkstatt produzieren
- Marie Thierfeldt (1893–1984), erster weiblicher Webemeister Ostpreußens, Lehrtätigkeit an der Königsberger Kunstakademie, später erfolgreiche Werkstatt in Hamburg
- Irma Goecke (1895–1976), Leiterin der Nürnberger Gobelin-Manufaktur, schuf erste Werke 1918
- Elisabeth Crodel, geb. v. Fiebig (1895–1976), deutsche Malerin und Textilkünstlerin in Deutschland und U.S.A., Ehefrau von Charles Crodel
- Johanna Schütz-Wolff (1896–1965), deutsche Künstlerin und Bildwirkerin, schuf erste eigene Werke seit den 1920er Jahren, Begründerin der Textilklasse an der Burg Giebichenstein
- Immeke Mitscherlich, geborene Schwollmann (1899–1985), deutsche Textilkünstlerin, Absolventin des Bauhauses
- Erich Klahn (1901–1978), Kartonmaler
- Alen Müller-Hellwig (1901–1993), Werkstatt im Burgtor in Lübeck
- Wladimir Lindenberg (1902–1997), deutscher Arzt, Schriftsteller, Maler und Bildwirker russischer Herkunft, schuf seine ersten Wirkereien in den 1920er Jahren
- Woty oder Woty Werner, eigentlich Anneliese Werner (1903–1971), war eine deutsche Bildweberin, Malerin und Entwerferin, 1959 Teilnehmerin der documenta 2 in Kassel
- Elisabeth Kadow, geborene Jäger (1906–1979), Textilentwerferin, Leiterin der Meisterklasse für Textilkunst und der textilgestalterischen Abteilung der Studienstätte Textilkunst Krefeld an der Textilingenieurschule Krefeld, schuf u. a. Tapisserien für öffentliche Räume
- Hildegard Osten (1909–2000), Werkstatt der Künstlerin in Lübeck
- Edith Müller-Ortloff (1911–1994), Bildteppichkünstlerin, Gründerin des Meersburger Bildteppich-Ateliers
- Werner Rataiczyk (1921–2021) und Rosemarie Rataiczyk (* 1930), Textilkünstler in Halle (Saale)
- Marielies Riebesel (1934–2015), Textilkünstlerin in Halle (Saale)
- Karl Schaper (1920–2008) betrieb zusammen mit seiner Frau Susanne Schaper die Bildweberei in ihrem Atelierhaus in Apelnstedt (Gemeinde Sickte) bei Wolfenbüttel.
- Ingeborg Schäffler-Wolf (1928–2015), schuf zahlreiche Tapisserien für öffentliche Räume
- Else Bechteler-Moses (1933–2023, geboren in Berlin), Teppichkünstlerin
- Anemone Schneck-Steidl (* 1934 in Sonthofen/Allgäu; † 2020) war eine deutsche Künstlerin, Textilgestalterin und Stickerin.  Sie studierte an der Akademie der Künste in München als Meisterschülerin von Richard Seewald. Zu ihrem umfangreichen Lebenswerk gehören mehr als 45 großflächige Textilarbeiten.
- Gabriele Grosse (* 1942 in Hannover), studierte an der Kunstakademie Karlsruhe Malerei sowie an der Kunstakademie Düsseldorf Gobelinweberei und freie Grafik. Sie ist seit 1967 freischaffend in Düsseldorf tätig.

### Österreich
- Fritz Riedl (1923–2012), österreichischer Künstler und abstrakter Bildweber
- Hildegard Absalon (* 1935 in Bozen, Südtirol), österreichische Künstlerin und Bildweberin
- Elfi Baumgartner (* 1944 in Dornbirn, Vorarlberg), österreichische Künstlerin und Bildweberin, Atelier in Wien
- Ingo Knebl (* 1952 in Linz), österreichischer Künstler und Bildweber
- Evelyn Gyrcizka (* 1953), österreichische Künstlerin und Bildweberin. Die Künstlerin arbeitet außerdem in den Bereichen Buchkunst, Graphik, Malerei, Objektkunst, bevorzugt im Bereich Textilkunst.
- Päivi Vähälä (* 1954 in Finnland), seit 1976 in Österreich lebende Künstlerin und Bildweberin
- Nadeshda Dimitrova (* 1. Februar 1979 in Bulgarien), seit 1997 in Österreich lebende Künstlerin und Bildweberin. Die Künstlerin arbeitet außerdem in den Bereichen Malerei, Grafik und Film.
- Felix Haspel (* 1951), akademischer Maler, Skulpteur, Aquarellist und Tapisserieweber. Er lehrte über 25 Jahre im Bereich Textilkunst als Professor an der Akademie der Bildenden Künste in Wien.

### Dänemark
- Kari Guddal (* 1952), stellt ihre Tapisserien in ihrem Atelier in Kopenhagen her
- Martin Nannestad Jørgensen (* 1959), moderner Bildwirker aus Kopenhagen

### Flandern
- Pasquier Grenier († 1493), Bildwirker in Tournai
- Peter Heymanns: Croÿ-Teppich (1554) nach Cranach
- David Teniers III. (1638–1685), Sohn des flämischen Malers David Teniers der Jüngere. Teniers ebenfalls gleichnamiger Sohn (* 10. Juli 1638; † 11. Februar 1685), Tapisseriemaler und dekorative Tapisserie.
- Reydam der Ältere (um 1660?) und der Jüngere (bis ca. 1710). Werkstatt in Brüssel, bekannte Gobelins in der Stiftskirche Kremsmünster (Zyklus ägyptischer Josef) und auf Schloss Glücksburg (Metamorphosen des Ovid).
- van der Borght und van der Hecke, Manufaktur zu Brüssel (Höhepunkt um 1740). Wichtigste Tapisseriesammlung Norddeutschlands in Schloss Glücksburg (siehe oben) nach Motiven von David Teniers dem Jüngeren.

### Frankreich
- Pablo Picasso (1881–1973), spanischer Maler, Bildhauer, Keramiker. Erster Entwurf für eine Tapisserie: „L'Inspiration“ (1933 in Aubusson ausgeführt).
- Georges Braque (1882–1963), französischer Maler. Er lieferte zahlreiche Entwürfe für die Manufakturen von Felletin und Aubusson.
- Sonja Delaunay (1885–1979), französische Malerin russischer Herkunft, Gattin des Malers Robert Delaunay. Sie lieferte Entwürfe an die Manufaktur von Felletin.
- Jean Arp (1886–1966), französischer Maler und Bildhauer. Erster Entwurf für eine Tapisserie: „Ombre de Fruit“ (1952 in Aubusson ausgeführt).
- Jean Cocteau (1889–1963), französischer Schriftsteller, Dichter, Grafiker und Filmregisseur. Erster Entwurf: „Judith et Holopherne“ (1948 an die Aubusson-Manufaktur geliefert).
- Jean Lurçat (1892–1966), französischer Maler und Kartonmaler, Meister und Hauptvertreter der zeitgenössischen Kartonmalerei, dem die Wiederbelebung der Bildwirkerei zu verdanken ist. Erster Entwurf für eine Tapisserie: „L'Orange“ (1933 an die Aubusson-Manufaktur geliefert). Er schuf etwa 800 Kartons.
- Marcel Gromaire (1892–1971), französischer Maler
- Alexander Calder (1898–1976), amerikanischer Bildhauer. Erster Entwurf für eine Tapisserie: „Le Soleil Rouge“ (1967). Er schuf danach zahlreiche großformatige Entwürfe für die Manufakturen in Felletin und Aubusson.
- Salvador Dalí (1904–1989), spanischer Maler. Er ließ seine Werke in Aubusson wirken, wo er höchstpersönlich an der Abnahme der vollendeten Werke teilnahm sowie an der Vernähung der Schlitze.
- Henri-Georges Adam (1904–1967)
- Victor Vasarely (1906–1997), französischer Maler ungarischer Herkunft. Er ließ ab 1949 in Aubusson und Felletin „Experimentelle Tapisserien“ und kinetische Werke mit Metallfäden ausführen.
- Yaacov Agam (* 1928), französischer Kinetik- und Op-Art-Künstler israelischer Herkunft. Er lieferte abstrakte Entwürfe an die Aubusson-Manufaktur, die Anfang der 70er Jahre ausgeführt wurden.
- Jean Daprai (* 1929 Rovereto), französischer Maler. Ausführung von Entwürfen für Tapisserien für den Sultan von Brunei zum Thronjubiläum 1991–1992 (1990, in Aubusson ausgeführt).[5]
- Richard Texier (* 1955 Niort), französischer Maler. Erste Entwürfe für Tapisserien: die Bildfolge „Droits de l'Homme“ (1988, in Aubusson ausgeführt).

### Spanien
- Francisco de Goya (1746–1828), spanischer Hofmaler. Zwischen 1775 und 1792 entwarf er zur Ausschmückung der Königlichen Paläste Prado und Escorial 63 Wandteppiche in der Tapisserienmanufaktur Santa Barbara in Madrid.

## Ausstellungen
- 2019/20 München: Die Fäden der Moderne. Matisse, Picasso, Miró ... und die französischen Gobelins, Kunsthalle München, 6. Dezember 2019 – 8. März 2020.[6]
- 2016/17 Halle (Saale): Gewebte Träume. Der Bildteppich in Mitteldeutschland. Reflexionen auf Jean Lurçat, Kunstmuseum Moritzburg Halle (Saale) gemeinsam mit der Kunsthalle „Talstrasse“, 10. Oktober 2016 – 29. Januar 2017.[7]
- 2016/17 Halle (Saale): Jean Lurçat. Meister der französischen Moderne. Bildteppich, Malerei, Grafik, Kunsthalle „Talstrasse“, 11. August 2016 – 29. Januar 2017.[8]
- 2016 Paris: Jean Lurçat. Au seul bruit du soleil, La Galerie des Gobelins zusammen mit der Fondation Jean et Simone Lurçat, Académie des Beaux-Arts, 4. Mai – 18. September 2016.[9]
- 2015/16 Los Angeles: Woven Gold. Tapestries of Louis XIV, The J. Paul Getty Museum, 15. Dezember 2015 – 1. Mai 2016.[10]